# 24969 Lucafini
24969 Lucafini (1998 CD2) là một tiểu hành tinh vành đai chính được phát hiện ngày 13 tháng 2 năm 1998 bởi L. Tesi và A. Boattini ở San Marcello Pistoiese.